# Ioan Fătu
Ioan Fătu (n. 27 martie 1912, Buciumi, județul Bacău – d. 15 septembrie 1944, Păuliș,  județul Arad) a fost un ofițer român cu gradul de căpitan, căzut la datorie în fruntea unei companii a Școlii de subofițeri de infanterie în rezervă de la Radna (inclusă în „Detașamentul Păuliș”) în Lupta de la Păuliș.

## Biografie
S-a născut în 27 martie 1912, în localitatea Buciumi (aflată azi în județul Bacău). A urmat studii la Școala militară de ofițeri de infanterie, pe care le-a absolvit în 1 iulie 1935. A fost avansat sublocotenent și numit comandant de pluton în Regimentul 16 dorobanți. Și-a continuat pregătirea militară la Școala specială de aplicație din Sibiu (1936-1937), apoi, la 25 octombrie 1939, a fost avansat la gradul de locotenent.
În 23 august 1944 avea gradul de căpitan și era comandant al Companiei 6 Pușcași a Școlii de subofițeri de infanterie în rezervă din Radna. Întoarcerea armelor împotriva Germaniei Naziste l-a determinat să le spună elevilor militari în noaptea de 23 spre 24 august 1944: „cred că a sosit clipa ca aceste granițe mincinoase, impuse de un dictat odios, să dispară”.
În ziua de 13 septembrie 1944, după ce trupele Ungariei horthyste au atacat dinspre vest teritoriul României și au ocupat Aradul, compania a 6-a a căpitanului Fătu din cadrul Detașamentului Păuliș (comandat de colonelul Alexandru Petrescu) a fost instalat în dispozitivul de luptă din spatele unui șanț anticar aflat la vest de Păuliș, având misiunea de a opri pătrunderea inamicului în defileul Mureșului. În fruntea Companiei a 6-a Pușcași, formată din elevi subofițeri, căpitanul Fătu a respins în zilele următoare atacurile unităților din Divizia blindată „Budapesta”, provocându-le pierderi grele. În ziua de 15 septembrie 1944 a apărat cu dârzenie podul peste șanțul antitanc, ucigând cinci militari maghiari în lupta corp la corp, printre care un căpitan și un sublocotenent. A fost ucis în urma unui atac inamic la baionetă sau lovit de o grenadă, după alte surse. Compania sa a trecut în contraatac, iar trupele inamice au fost respinse. În urma acestei lupte au rezultat 367 de morți și 13 tancuri distruse și au fost capturați 58 de prizonieri.
Ca o recunoaștere a eroismului său, căpitanul Ioan Fătu a fost decorat post-mortem cu Ordinul „Mihai Viteazul” cl. a III-a cu spade.
Colonelul și publicistul Petrică Tănăsescu a scris o carte intitulată Zborul ciocîrliei. Eroul căpitan Ioan Fătu, care a fost publicată în 1978 de Editura Militară din București.

## In memoriam
În memoria sa :
- S-a ridicat o statuie în centrul comunei Păuliș
- A fost numită o stradă în Arad.[necesită citare]